# Diocesi di Antigonish
La diocesi di Antigonish (in latino Dioecesis Antigonicensis) è una sede della Chiesa cattolica in Canada suffraganea dell'arcidiocesi di Halifax-Yarmouth. Nel 2022 contava 119.040 battezzati su 225.620 abitanti. È retta dal vescovo Wayne Joseph Kirkpatrick.

## Territorio
La diocesi comprende le seguenti contee della provincia della Nuova Scozia (Canada): Antigonish, Pictou, Guysborough, Richmond, Inverness, Victoria e Cape Breton.
Sede vescovile è la città di Antigonish, dove si trova cattedrale di St. Ninian's.
Il territorio diocesano si estende su 18.800 km² ed è suddiviso in 73 parrocchie.

## Storia
La diocesi di Arichat fu eretta il 27 settembre 1844 con il breve Decet Romanum di papa Gregorio XVI, ricavandone il territorio dalla diocesi di Halifax (oggi arcidiocesi di Halifax-Yarmouth). La sede vescovile originaria era la città di Arichat e fungeva da cattedrale la chiesa dell'Assunzione di Maria Vergine.
Una parte significativa dei fedeli della diocesi appartiene tuttora a due diverse etnie aborigene: i Mi'Kmaq e gli acadiani. Successivamente ad essi si aggiungeranno gli immigrati provenienti dall'Europa, in particolare scozzesi, irlandesi, ucraini e polacchi.
Il 23 agosto 1886 la sede vescovile è stata traslata ad Antigonish e la diocesi ha assunto il nome attuale.
Nel 1894 fu istituita ad Antigonish l'università cattolica di San Francesco Saverio, la prima università cattolica americana a concedere diplomi alle donne. Lo sviluppo dell'università e quello della diocesi saranno da allora fortemente correlati.
La diocesi è stata coinvolta in un processo intentato da alcune dozzine di persone che affermavano di essere state abusate sessualmente da sacerdoti della diocesi negli anni 1950; nel settembre 2009 la diocesi, nella persona del vescovo Raymond Lahey, ha proposto e si è vista accogliere dalla corte la proposta di chiudere il caso dietro il pagamento di 15 milioni di dollari canadesi. Cinque giorni dopo, la polizia dell'aeroporto di Ottawa ha perquisito il bagaglio di Lahey e ha trovato sul suo portatile delle foto pedopornografiche; il 26 settembre Lahey ha rassegnato le dimissioni da vescovo e si è reso irreperibile alla polizia, che lo cercava a seguito di un mandato di arresto, ma è stato poi arrestato. Nel 2011 il vescovo si è dichiarato colpevole e la Santa Sede e la Conferenza episcopale canadese, condannando quanto accaduto, hanno dichiarato che intendono colpire il vescovo con le previste sanzioni canoniche.

## Cronotassi dei vescovi
Si omettono i periodi di sede vacante non superiori ai 2 anni o non storicamente accertati.
- William Fraser (Frazer) † (27 settembre 1844 - 4 ottobre 1851 deceduto)
- Colin Francis MacKinnon † (21 settembre 1851 - 17 luglio 1877 dimesso[4])
- John Cameron † (17 luglio 1877 succeduto - 6 aprile 1910 deceduto)
  - Sede vacante (1910-1912)
- James Morrison † (25 maggio 1912 - 13 aprile 1950 deceduto)
- John Roderick MacDonald † (13 aprile 1950 succeduto - 18 dicembre 1959 deceduto)
- William Edward Power † (12 maggio 1960 - 12 dicembre 1986 dimesso)
- Colin Campbell † (12 dicembre 1986 - 26 ottobre 2002 dimesso)
- Raymond John Lahey (5 aprile 2003 - 26 settembre 2009 dimesso)
- Brian Joseph Dunn (21 novembre 2009 - 13 aprile 2019 nominato arcivescovo coadiutore di Halifax-Yarmouth)
- Wayne Joseph Kirkpatrick, dal 18 dicembre 2019

## Statistiche
La diocesi nel 2022 su una popolazione di 225.620 persone contava 119.040 battezzati, corrispondenti al 52,8% del totale.
| anno | popolazione | popolazione | popolazione | presbiteri | presbiteri | presbiteri | presbiteri                | diaconi | religiosi | religiosi | parrocchie |
| anno | battezzati  | totale      | %           | numero     | secolari   | regolari   | battezzati per presbitero | diaconi | uomini    | donne     | parrocchie |
| ---- | ----------- | ----------- | ----------- | ---------- | ---------- | ---------- | ------------------------- | ------- | --------- | --------- | ---------- |
| 1950 | 108.742     | 260.000     | 41,8        | 166        | 158        | 8          | 655                       |         | 10        | 578       | 82         |
| 1959 | 120.387     | 207.914     | 57,9        | 225        | 206        | 19         | 535                       |         | 35        | 826       | 90         |
| 1966 | 123.938     | 207.914     | 59,6        | 246        | 240        | 6          | 503                       |         | 22        | 845       | 92         |
| 1968 | 124.416     | 241.407     | 51,5        | 118        | 111        | 7          | 1.054                     |         | 21        | 600       | 91         |
| 1976 | 124.548     | 245.795     | 50,7        | 201        | 187        | 14         | 619                       |         | 31        | 608       | 93         |
| 1980 | 128.000     | 250.000     | 51,2        | 190        | 178        | 12         | 673                       |         | 25        | 559       | 93         |
| 1990 | 136.000     | 270.000     | 50,4        | 164        | 163        | 1          | 829                       |         | 20        | 478       | 127        |
| 1999 | 106.485     | 247.900     | 43,0        | 135        | 132        | 3          | 788                       | 1       | 7         | 305       | 125        |
| 2000 | 106.818     | 247.900     | 43,1        | 135        | 132        | 3          | 791                       | 1       | 7         | 340       | 125        |
| 2001 | 106.818     | 247.900     | 43,1        | 142        | 130        | 12         | 752                       | 1       | 17        | 330       | 125        |
| 2002 | 113.300     | 223.764     | 50,6        | 143        | 131        | 12         | 792                       | 1       | 17        | 319       | 122        |
| 2003 | 113.300     | 223.764     | 50,6        | 150        | 137        | 13         | 755                       | 2       | 18        | 308       | 122        |
| 2004 | 129.905     | 223.824     | 58,0        | 144        | 131        | 13         | 902                       | 1       | 17        | 302       | 124        |
| 2006 | 129.905     | 223.824     | 58,0        | 127        | 119        | 8          | 1.022                     | 1       | 12        | 290       | 123        |
| 2012 | 130.800     | 232.000     | 56,4        | 104        | 101        | 3          | 1.257                     | 7       | 3         | 225       | 90         |
| 2015 | 115.830     | 205.145     | 56,5        | 99         | 95         | 4          | 1.170                     | 9       | 4         | 200       | 76         |
| 2018 | 120.700     | 214.500     | 56,3        | 82         | 76         | 6          | 1.471                     | 10      | 6         | 164       | 72         |
| 2020 | 124.400     | 220.230     | 56,5        | 82         | 74         | 8          | 1.517                     | 18      | 8         | 143       | 72         |
| 2022 | 119.040     | 225.620     | 52,8        | 79         | 68         | 11         | 1.506                     | 18      | 11        | 115       | 73         |